# Enrique Fernández Ruiz
Enrique Fernández Ruiz (Cáceres, 15 marzo 1967) è un ex cestista spagnolo.